# المؤامرة الكاتيلينية الأولى

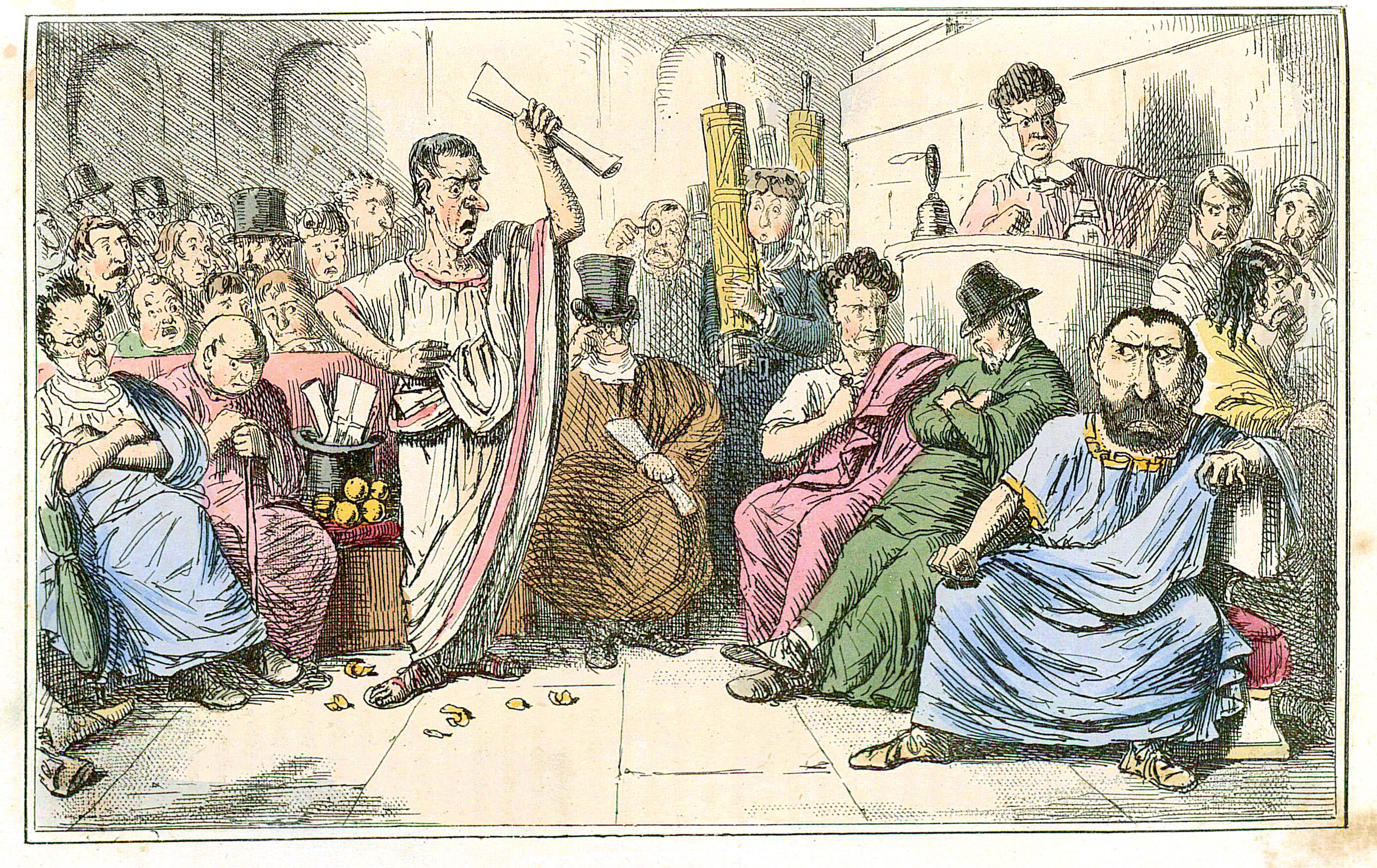
رسم ساخر لشيشرون زاجرًَا لكاتيلين.

المؤامرة الكاتيلينية هي أول مؤامرة لقتل القناصل من 65 قبل الميلاد، والاستيلاء على السلطة. يعتقد المؤرخون أنه من غير المرجح أن يكون كاتيلين متورطًا في المؤامرة الكاتيلينية الأولى أو في الواقع يشكّون بوجود مؤامرة أساسًا.

## نبذة تاريخية
على الأرجح أن كاتيلين لم يكن متورطًا فيما يسمى بالمؤامرة الكاتيلينية الأولى، مع أن عدة مصادر تاريخية تورطه فيها. لا يبدو أن هناك روايةً واحدةً تعتمد في جميع المصادر: بل يبدو أن الروايات تمثل مجموعة من الشائعات التي تتهم شخصيات سياسية مختلفة في محاولات لتشويه أسمائها. فيما يتعلق بكاتيلين، فإن معظم المعلومات تنشأ من خطاب شيشرون الثوب الأبيض (باللاتينية: In Toga Candida) الذي قدمه خلال حملته الانتخابية في 64 قبل الميلاد. لم تتبقّ إلا أجزاء من هذا الخطاب في كتاب لاحق للمؤرخ أسكونيوس بيديانوس.
مُنِع القنصلان المُعيّنان بوبليوس أترنيوس بيتس وبوبليوس كورنيليوس سولا، من تولي منصبيهما بسبب أطماعهما، وفسادهما الانتخابي، بموجب قانون أسيليا كالبورنيا. وهكذا انتخِب المرشحون الرئيسيون الآخرون، لوسيوس مانليوس توركواتوس ولوسيوس أوريليوس كوتا، في انتخابات ثانية وكان من المفترض أن يتولوا مناصبهم في 1 يناير عام 65 قبل الميلاد. من المفترض أن كاتيلين كان غاضبًا لأنه لم يسمح له بالترشح لمنصب القنصل، فتآمر مع نيس كالبورنيوس بيسو والقناصل السابقين المعيّنين لذبح العديد من أعضاء مجلس الشيوخ والقناصل الجدد في يوم توليهم مناصبهم. ثم أطلقوا على أنفسهم اسم القناصل لذلك العام، وبعد ذلك أرسِل بيسو لتنظيم المقاطعات في هسبانيا. وفي المقابل ادعى سويتونيوس أن يوليوس قيصر وماركوس ليسينيوس كراسوس وَجهوا المؤامرة، لكنه فشل في ذكر تورط كاتيلين. بدلًا من توليه القنصلية، يُتهم كراسوس بالتخطيط ليصبح دكتاتورًا، وبأنه كان يعتزم تسمية القيصر قاضيًا للفرسان.
في عام 62 قبل الميلاد بعد وفاة كاتيلين، دافع شيشرون عن بوبليوس سولا في المحكمة بعد إدانته لكونه عضوًا في المؤامرة الثانية. ومن أجل تحرير موكله من الضلوع في مؤامرة كاتيلينرين الأولى، ألقى بالملامة فقط على كاتيلين الذي شن الحرب ضد الجمهورية في الأشهر السابقة، وهو أمر ملائم. في النهاية، جرت تبرئة بوبليوس سولا، وشوه اسم كاتيلين، وحصل شيشرون على قرض كبير لشراء منزل. ليس من الواضح من شارك في هذه المؤامرة المزعومة، لأن مختلف الروايات تتهم أشخاصًا مختلفين، ولكن يبدو أن ارتباط كاتيلين بها تطور بعد المؤامرة الكاتيلينية الثانية. ومن المرجح أن اتهامات شيشرون قبل عام 63 قبل الميلاد لا أساس لها من الصحة، لأن روما لم تفرض أي عقوبة على التشهير. وعلاوة على ذلك، لم يكن لدى كاتيلين دافع يذكر للمشاركة في هذه المؤامرة، خاصة وأنه لم يحرم إلا قليلًا. كان ما يزال يحمل طموح الحصول على القنصلية بشكل قانوني في العام التالي، وقد انطوت المؤامرة على قتل القنصل، مانليوس توركواتوس، الذي دعم كاتيلين.